# 1923 en arts plastiques
| Années des arts plastiques : 1920 - 1921 - 1922 - 1923 - 1924 - 1925 - 1926    |
| Décennies des arts plastiques : 1890 - 1900 - 1910 - 1920 - 1930 - 1940 - 1950 |

Cette page concerne l'année 1923 en arts plastiques.

## Œuvres
- Achèvement du Grand Verre de Marcel Duchamp, commencé en 1915.

## Naissances
- 5 janvier : Nat Neujean, sculpteur belge († 4 février 2018),
- 7 janvier : Jerzy Nowosielski, peintre, graphiste, scénographe et illustrateur polonais († 21 février 2011),
- 11 janvier : Xavier Krebs, peintre et céramiste français († 29 août 2013),
- 18 janvier : Robert Bouquillon, peintre, illustrateur et lithographe français de la seconde École de Paris († 18 février 2013),
- 2 février : Pierre Gautiez, peintre, illustrateur et critique d'art français († 31 mai 2006),
- 8 février : Bata Mihailovitch, peintre serbe († 23 avril 2011),
- 10 février : Jacques Mennessons, peintre et sculpteur français († 22 novembre 1983),
- 14  février : Masayuki Nagare, sculpteur japonais († 7 juillet 2018),
- 16 février : Samuel Willenberg, ingénieur, peintre et sculpteur polono-israélien († 19 février 2016),
- 25 février : Denise Desjardins, femme de lettres et peintre française † 17 mars 2016),
- 4 mars :
  - Angel Alonso, peintre français d'origine espagnole († 20 décembre 1994),
  - Giánnis Gaḯtis, peintre et sculpteur grec († 22 juillet 1984),
- 5 mars : Robert Dallet, naturaliste autodidacte, dessinateur et illustrateur français († 2006),
- 12 mars : Ugo Attardi, peintre, sculpteur et écrivain italien († 20 juillet 2006),
- 20 mars : Phan Kế An, peintre vietnamien († 21 janvier 2018),
- 22 mars : Alberto Beltrán, peintre, muraliste, illustrateur, caricaturiste et graveur mexicain († 19 avril 2002),
- 23 mars : Guido Llinás, peintre cubain († 4 juillet 2005),
- 24 mars : Běla Kolářová, artiste, photographe et peintre tchécoslovaque puis tchèque († 12 avril 2010),
- 3 avril :
  - Arthur Aeschbacher, peintre et affichiste suisse († 10 octobre 2020),
  - Gerda Sutton, peintre d'origine britannique naturalisée française († 30 septembre 2005),
- 5 avril : K.R.H. Sonderborg, peintre et musicien danois († 18 février 2008),
- 18 avril : Roger Eskenazi, peintre français († 2003),
- 26 avril : Henry Babel, théologien, pasteur protestant et peintre suisse († 15 février 2019),
- 1er mai : Günter Fruhtrunk, peintre allemand († 12 décembre 1982),
- 8 mai : Isaac Celnikier, peintre et graveur polonais († 11 novembre 2011),
- 10 mai : Luisa Palacios, peintre, graveuse et céramiste vénézuélienne († 16 septembre 1990),
- 17 mai :
  - Charles Maussion, peintre français († 5 février 2010),
  - Pascual Navarro, peintre vénézuélien († 15 mars 1986),
- 25 mai :
  - Pedro Coronel, peintre et sculpteur mexicain († 23 mai 1985),
  - Bernard Koura, peintre français († 9 février 2018),
  - Jan Świdziński, artiste contemporain intermedia, créateur de l'art contextuel, performeur, critique d'art et philosophe polonais († 9 février 2014),
- 31 mai : Ellsworth Kelly, peintre et sculpteur abstrait américain († 27 décembre 2015),
- 5 juin : Jesús-Rafael Soto, plasticien, sculpteur et peintre vénézuélien († 14 janvier 2005),
- 12 juin : Mića Popović, peintre et réalisateur de films expérimentaux serbe puis yougoslave († 22 décembre 1996),
- 22 juin : Bernard Quentin, peintre, sculpteur et designer français († 28 juin 2020),
- 25 juin : Sam Francis, peintre américain († 4 novembre 1994),
- 26 juin : Georges Hermann, peintre, graveur, plasticien, théoricien de l'art et chimiste français († 29 juillet 1971),
- 1er juillet : Victor Sevastianov, footballeur et peintre soviétique puis ukrainien († 2 octobre 1993),
- 25 juillet : Charles Marq, maître-verrier, peintre et graveur français († 19 novembre 2006),
- 27 juillet : Eugène Dodeigne, sculpteur belgo-français († 24 décembre 2015),
- 4 août : Oswaldo Vigas, peintre et muraliste vénézuélien († 22 avril 2014),
- 9 août : Mário Cesariny, peintre et poète portugais († 26 novembre 2006),
- 15 août : Marcel Pouget, peintre français († 5 décembre 1985),
- 17 août : Carlos Cruz-Diez, peintre vénézuélien naturalisé français († 27 juillet 2019),
- 4 septembre : Claudio Baccalà, peintre suisse († 9 décembre 2007),
- 5 septembre : André Minaux, peintre, sculpteur, illustrateur, graveur et lithographe français († 4 octobre 1986),
- 16 septembre :
  - Fernando Lanhas, peintre et architecte portugais († 4 février 2012),
  - Federico Silva, peintre et sculpteur mexicain († 30 novembre 2022),
- 18 septembre : Xavier Valls, peintre espagnol († 16 septembre 2006),
- 23 septembre : Gérard Altmann, peintre français († 19 avril 2012),
- 25 septembre : Jean Feugereux, peintre paysagiste, aquarelliste, graveur et écrivain français († 3 février 1992),
- 26 septembre : René Legrand, peintre, céramiste et décorateur d'intérieur français († 23 septembre 1996),
- 2 octobre : Shirley Jaffe, peintre abstraite américaine († 29 septembre 2016),
- 3 octobre : Pierre Spori, peintre, céramiste et dessinateur suisse († 12 mars 1989),
- 4 octobre :  Meyer Lazar (né Marcel Lazarovici), peintre français († 30 janvier 1995),
- 7 octobre : Jean-Paul Riopelle, peintre québécois († 12 mars 2002),
- 23 octobre :  Rina Lazo, peintre guatémaltèque-mexicaine († 1er novembre 2019),
- 27 octobre : Roy Lichtenstein, peintre américain († 29 septembre 1997),
- 1er novembre : Carlos Páez Vilaró, peintre, céramiste, sculpteur, muraliste, écrivain, compositeur et constructeur uruguayen († 24 février 2014),
- 13 novembre : Roger Somville, peintre belge († 31 mars 2014),
- 17 novembre : Terry Haass, artiste († 1er mars 2016),
- 27 novembre : Simona Ertan, peintre française,
- 28 novembre : Madeleine Novarina, peintre et poétesse française († 8 novembre 1991),
- 6 décembre : Karl Sim, peintre et faussaire néo-zélandais († 21 octobre 2013),
- 12 décembre : Antoni Tàpies, peintre espagnol († 6 février 2012),
- 13 décembre : André Pédoussaut, peintre et illustrateur français († 15 novembre 1992),
- 16 décembre : Émile Courtin, peintre français († 11 janvier 1997),
- 18 décembre : Lotti van der Gaag, peintre et sculptrice néerlandaise († 20 février 1999),
- 23 décembre : Hassan El Glaoui, peintre marocain († 21 juin 2018),
- 24 décembre : Agnès Nanquette, peintre et écrivaine française († 18 février 1976),
- 29 décembre : Henri Ginet, peintre surréaliste français († 18 mai 1970),
- 31 décembre : Louis Vuillermoz, peintre et lithographe français,

 ?
- Ali Guermassi, peintre tunisien († 1992),
- Neşet Günal, peintre turc († 26 novembre 2002),
- Qi Liangyi : peintre chinoise de natures mortes († 1988),
- Kinoshita Tomio, graveur japonais († 2014).

## Décès
- 31 janvier : Eligiusz Niewiadomski, peintre moderniste et critique d'art polonais (° 1er décembre 1869),
- 3 février : Carola Sorg, peintre française (° 15 février 1833),
- 4 février : Fanny Fleury, peintre française (° 11 août 1846),
- 6 février : Louis Haas, peintre orientaliste français (° 19 août 1870),
- 19 février :
  - Marie-Thérèse Glaesener-Hartmann, peintre luxembourgeoise (° 18 avril 1858),
  - Jean-Jules-Antoine Lecomte du Nouÿ, peintre orientaliste et sculpteur français (° 10 juin 1842),
- 3 mars : Georg von Rosen, peintre suédois (° 13 février 1843),
- 5 mars : Charles Joseph Beauverie, peintre, graveur et illustrateur français de l'École de Barbizon (° 17 septembre 1839),
- 7 mars : Joseph Chiffonny, peintre français (° 6 avril 1857),
- 22 mars : Jeanne Granès, peintre, dessinatrice, lithographe, enseignante et militante féministe française (° 11 juin 1870),
- 9 avril : Jeanne Amen, peintre française (° 1863),
- 13 avril :
  - Aimé Uriot, peintre art nouveau français (° 23 juillet 1852),
  - Willem Witsen, peintre et photographe néerlandais (° 13 août 1860),
- 17 avril : Albert Dornois, peintre, dessinateur et graveur français (° 26 avril 1848),
- 18 avril : Albert Dawant, peintre et illustrateur français (° 20 septembre 1852),
- 23 avril : Georges Jules Moteley, peintre français (° 14 juillet 1865),
- 28 avril : Émile-Louis Minet, peintre français (° 14 mars 1841),
- 29 avril : Gustave Fraipont, peintre, sculpteur, illustrateur et affichiste français d'origine belge (° 9 mai 1849),
- 5 juin : George Hendrik Breitner, peintre néerlandais (° 12 septembre 1857),
- 13 juin : Juana Romani, peintre italienne (° 30 avril 1867),
- 15 juin : Aleksander Sochaczewski, peintre polonais (° 3 mai 1843),
- 17 juin :
  - Seweryn Bieszczad, peintre polonais (° 18 novembre 1852),
  - Paul Cornoyer, peintre impressionniste américain (° 15 août 1864),
- 28 juin : Paul Philippoteaux, peintre français (° 28 janvier 1846),
- 23 juillet : Eugène Chigot, peintre français (° 22 novembre 1860),
- 29 juillet : Henri Adrien Tanoux, peintre français (° 18 octobre 1865),
- 10 août : Joaquín Sorolla y Bastida, peintre espagnol (° 27 février 1863),
- 10 septembre : Léo-Paul Robert, peintre suisse (° 19 mars 1851),
- 15 septembre : Gabriel Guay, peintre d'histoire français (° 15 octobre 1848),
- 19 septembre : Pierre Berriat, peintre français (° 27 janvier 1866),
- 21 septembre : Félix Lacaille, peintre, dessinateur et illustrateur français (° 27 février 1856),
- 5 octobre : Alekseï Stepanov, peintre russe puis soviétique (° 6 mai 1858),
- 7 octobre : Hendrikus Matheus Horrix, peintre néerlandais (° 30 mai 1845),
- 24 octobre : Ruggero Panerai, peintre italien (° 19 mars 1862),
- 29 octobre : Rougena Zátková, peintre et sculptrice austro-hongroise puis tchécoslovaque (° 2 mars 1885 ou 15 mars 1885),
- ? octobre : Justin J. Gabriel, graveur et peintre français (° 29 octobre 1838),
- 2 novembre :
  - Stevan Aleksić, peintre serbe (° 23 décembre 1876),
  - Germain Van der Steen, peintre, miniaturiste, héraldiste et historien français (° 16 mai 1853),
- 25 novembre : Gustave Courtois, peintre français (° 18 mai 1852),
- 4 décembre : Daniel Dourouze, peintre français (° 21 mars 1874),
- 14 décembre :
  - Théophile Deyrolle, peintre et céramiste français (° 16 décembre 1844),
  - Théophile Alexandre Steinlen, artiste anarchiste suisse naturalisé français, peintre, graveur, illustrateur, affichiste et sculpteur (° 20 novembre 1859),
- 18 décembre : Gaston Marquet, peintre français (° 25 juillet 1848),
- 23 décembre : Ivan Pokhitonov, peintre russe (° 27 janvier 1850),
- 31 décembre : Joseph-Germain Strock, peintre et professeur d'art luxembourgeois (° 20 novembre 1865),
- ? :
  - Gaston Charpentier-Bosio, peintre français (° 1er février 1858),
  - Federico del Campo, peintre péruvien (° 1837),
  - Emilio Gola, peintre italien (° 1851),
  - Iwill (Marie-Joseph Léon Clavel), peintre français (° 28 août 1850),
  - Achille Peretti, peintre, sculpteur et anarchiste italien (° 1857),